# 龙净环保
福建龍淨環保股份有限公司，簡稱福建龍淨環保股份、福建龍淨環保，以及龍淨環保（英語：Fujian Longking Co.,Ltd.，上交所：600388），於1971年由龙岩市政府設立前身為「龙岩无线电厂」，再在1976年分拆「龙岩空气净化设备厂」設立。1992年，2家公司合併成為「龙岩机械电子工业公司」。1995年冬天，更名為「福建龙净企业集团公司」，在1998年更名為「福建龙净股份有限公司」。
其後1999年時「福建省东正投资股份有限公司」（「龙净实业投资集团有限公司」前身）為主要股東，其次是龙岩市国有资产投资经营有限公司。
董事長為黄炜，首席執行官為吳京榮。業務在全球經營研究、开发、设计、制造、安装、调试、运营各類大气环保装备。
該公司股份在2000年12月29日於上海證券交易所上市。
2022年5月，紫金礦業以17.34億元人民幣，收購本公司原控股股东及其一致行动人持有的15.02%股權，公司控股股东由龙净实业变更为紫金矿业。

## 連結
- longking.com.cn （页面存档备份，存于）